# Systrarna Hoss
Systrarna Hoss är en svensk realityserie från 2023 hade premiär på TV4 den 25 april 2023.

## Handling
Serien kretsar kring de två systrarna Roshanak "Roshi" Hoss och Sharareh Hoss och deras arbete som PR-konsulter där de bland annat jobbar med att marknadsföra influerare och artister. Serien visar baksidan av att leva det liv som systrarna valt som också präglas av stress och hälsoproblem.

## Roller i urval
- Roshanak "Roshi" Hoss
- Sharareh Hoss